# Adolf von Fetter
Adolf Wilhelm Fetter, seit 1890 von Fetter (* 27. Juli 1846 in Köln; † 26. Januar 1919 in Berlin-Wilmersdorf) war ein preußischer General der Infanterie.

## Leben
Fetter war der Sohn eines preußischen Premierleutnants a. D. und Geheimen Rechnungsrates. Er besuchte eine Privatschule und das Gymnasium in Mainz sowie die Friedrichs-Realschule in Berlin. 
Am 1. Mai 1864 trat Fetter als Avantageur in das Ersatzbataillon des Brandenburgischen Füsilier-Regiments Nr. 35 der Preußischen Armee ein. Mit diesem Regiment kämpfte er im selben Jahr gegen Dänemark und kam bei den Kämpfen um die Insel Alsen sowie bei Höruphaff zum Einsatz. Am 11. Oktober 1865 zum Sekondeleutnant befördert, nahm Fetter 1866 während des Krieges gegen Österreich an den Schlachten von Münchengrätz und Königgrätz teil. Er fungierte ab 1. Oktober 1868 für ein Jahr als Adjutant des III. Bataillons in Brandenburg und wurde anschließend zur weiteren Ausbildung an die Kriegsakademie kommandiert. Diese musste er im Juli 1870 wegen des Deutsch-Französischen Krieges vorzeitig abbrechen. Ab 20. Juli 1870 war Fetter Ordonnanzoffizier der 11. Infanterie-Brigade und kam so bei Mars-la-Tour, Gravelotte, Artenay, Orléans und Le Mans sowie der Belagerung von Metz zum Einsatz. Am 7. Februar 1871 zum Premierleutnant befördert und für seine Leistungen mit beiden Klassen des Eisernen Kreuz ausgezeichnet, nahm Fetter seine Studien an der Kriegsakademie am 1. Oktober 1871 wieder auf.
Nach dem erfolgreichen Abschluss folgte seine Versetzung in das Holsteinische Infanterie-Regiment Nr. 85 sowie am 1. Mai 1874 die Kommandierung für ein Jahr in den Großen Generalstab. Vom 15. September 1876 bis 15. September 1881 war Fetter als Lehrer an der Kriegsschule Erfurt tätig. Anschließend ernannte man ihn als Hauptmann zum Kompaniechef im Holsteinischen Infanterie-Regiment Nr. 85. In gleicher Funktion hatte er ab 12. Januar 1884 das Kommando über die 2. Kompanie im Infanterie-Regiment Nr. 131 in Paderborn. Am 2. März 1886 zum Major befördert, stieg Fetter zum 1. April 1887 in den Regimentsstab auf und wurde am 17. September 1887 unter Stellung à la suite des Regiments zum Direktor der Kriegsschule Neiße ernannt.
Durch Wilhelm II. wurde Fetter 1890 in den erblichen preußischen Adelsstand erhoben.
Ab 22. März 1891 diente Fetter als Direktor der neu geschaffenen Kriegsschule Hersfeld, wurde am 16. Mai 1891 zum Oberstleutnant befördert und Mitte Dezember desselben Jahres als etatmäßiger Stabsoffizier in das Infanterie-Regiment „Herzog Friedrich Wilhelm von Braunschweig“ (Ostfriesisches) Nr. 78 nach Osnabrück versetzt. Am 14. Mai 1894 folgte seine Kommandierung nach Württemberg, wo Fetter unter Beförderung zum Oberst das Kommando des Infanterie-Regiments „Kaiser Friedrich, König von Preußen“ (7. Württembergisches) Nr. 125 übernahm. Von dieser Stellung wurde er am 20. Juli 1897 entbunden und als Generalmajor Kommandeur der 37. Infanterie-Brigade. Am 18. April 1901 erhielt Fetter den Posten als Feldzeugmeister und als solcher einen Monat später die Beförderung zum Generalleutnant. Damit waren ihm die Inspektion der technischen Institute der Infanterie, der Artillerie und somit alle Gewehr-, Pulver- und Munitionsfabriken, Artilleriewerkstätten, Geschützgießereien sowie die Konstruktionsbüros und Artilleriedepots unterstellt. Ihm unterstand ferner die Train-Inspektion.
Am 15. September 1904 wurde Fetter unter Verleihung des Charakters als General der Infanterie mit Pension zur Disposition gestellt.
Nach seiner Verabschiedung lebte er in Berlin.
Fetter heiratete am 25. September 1879 Mathilde von Winterfeld (* 1858), Tochter des preußischen Generalleutnants Wilhelm von Winterfeld.